# رودخانه آیووا
رودخانه آیووا یکی از شاخه‌های رودخانه می‌سی‌سی‌پی در ایالت آیووا در ایالات متحده است. طول این رودخانه حدود ۳۲۳ مایل (۵۲۰ کیلومتر) است و برای کشتی‌های کوچک رودخانه ای تا شهر آیووا باز است.
این رودخانه در دو شاخه غربی و شاخه شرقی، که سرچشمه هر دو در شهرستان هانکوک است، هر کدام حدود ۳۸ مایل (۶۱ کیلومتر) افزایش می‌یابد و در بلموند به هم می‌پیوندند.